# Distretto di İsmayıllı
Il distretto di İsmayıllı (in azero: İsmayıllı rayon) è un distretto dell'Azerbaigian. Il suo capoluogo è İsmayıllı.